# Швабењице
Швабењице (чеш. Švábenice) је насељено мјесто са административним статусом варошице (чеш. městys) у округу Вишков, у Јужноморавском крају, Чешка Република.

## Становништво
Према подацима о броју становника из 2014. године насеље је имало 1.046 становника.